# Asphalt Xtreme
Az Asphalt Xtreme egy autóversenyzős videójáték, amit a Gameloft publikált és fejlesztett ki, a második spin-off és az első off-road verseny az Asphalt sorozatban. 2016. október 27-én jelent meg.

## Játékmenet
A játékban rally autók, Monster Truck-ek vannak. A kialakítás erősen hasonlít a MotorStorm videójáték-sorozathoz. Míg a kezelőszervek megegyeznek az előző Asphalt játékokkal, a nitro-mechanika eltér tőlük. Normális esetben három nitrotár van, és az extra nitro booster használatával a tárak száma négyre nő. A perfect nitro-t long nitro-nak nevezik. A háromszori nitrózás egy időben aktiválja mind a három nitrótárat.

## Autók
A kezdetben Asphalt Xtreme-ben 35 licenccel rendelkező autó volt, valamint a frissítések során további harminckét autóval bővült. Az autók öt osztályra és hét kategóriára vannak felosztva teljesítményük szerint.

## Pályák
Az Asphalt Xtreme-ben öt pálya volt az első kiadásnál, valamint további hét helyet adtak hozzá. A kezdeti pályák Gobi (Mongólia), Phuket (Thaiföld), a Nile-valley (Egyiptom), a Svalbard (Norvégia) és a Detroit (USA). A frissítésekkel kiegészített helyszínek az Alps (Francia), Coachella Valley (USA), Nepal (Nepál).

## Fordítás
Ez a szócikk részben vagy egészben  az   Asphalt Xtreme című angol Wikipédia-szócikk fordításán alapul.  Az eredeti cikk szerkesztőit annak laptörténete sorolja fel. Ez a jelzés csupán a megfogalmazás eredetét és a szerzői jogokat jelzi, nem szolgál a cikkben szereplő információk forrásmegjelöléseként.